# Котович, Алексей Никанорович
Алексе́й Никано́рович Кото́вич (17 (29) ноября 1879 года, Рогозно, Кобринский уезд, Гродненская губерния, Российская империя — февраль 1942 года, Ленинград, СССР) — русский историк-архивист и богослов, известный исследованиями духовной цензуры и общественных движений в дореволюционной России. Автор труда «Духовная цензура в России в XIX веке» (1909), отмеченного премией Толстого и золотой медалью Императорской академии наук.

## Биография

### Ранние годы и образование
Алексей Никанорович Котович родился 17 (29) ноября 1879 года в деревне Рогозно Кобринского уезда Гродненской губернии Российской империи в семье крупчицкого священника. Начальное образование он получил в Жировицкой духовной школе, где учился с 1890 по 1894 год. Затем продолжил обучение в Литовской духовной семинарии с 1894 по 1900 год. В 1900 году, как один из лучших студентов, он был рекомендован для поступления на казённый счёт в Санкт-Петербургскую духовную академию, куда успешно поступил после сдачи вступительных экзаменов. В 1904 году Котович окончил академию, защитив кандидатскую диссертацию на тему «Состояние духовной цензуры в России в первой половине XIX века» под руководством Антона Владимировича Карташёва.

### Академическая карьера
За кандидатскую диссертацию, защищённую в 1904 году, Котович получил степень кандидата богословия и студенческую премию имени Иванова в размере 163 рублей 65 копеек. В 1904—1905 учебном году он остался при академии в качестве профессорского стипендиата по кафедре русской церковной истории. В 1906 году он представил переработанную версию диссертации для получения степени магистра богословия под названием «Духовная цензура в России в первой половине XIX в. (1799—1855)». Работа была опубликована в 1909 году и удостоена большой премии имени графа Дмитрия Андреевича Толстого в размере 1000 рублей и почётной золотой медали Императорской академии наук. 16 мая 1910 года Котович успешно защитил магистерскую диссертацию в Санкт-Петербургской духовной академии при участии официальных оппонентов — профессоров Александра Ивановича Пономарёва и Платона Николаевича Жуковича; однако Святейший Синод отклонил её утверждение из-за возражений епископа Феофана (Быстрова), и только после Февральской революции, 20 мая 1917 года, совет академии утвердил степень. 11 марта 1911 года Котович выступил с докладом «В чём сила и бессилие духовной цензуры? (Исторические параллели)» в Обществе духовной и материальной взаимопомощи бывших питомцев Санкт-Петербургской духовной академии. Помимо основной монографии, Котович опубликовал ряд других работ, включая «К вопросу о духовной цензуре» (1905), «Церковные вопросы в недалёком прошлом» (1907), «Безумие первого духовного публициста» (1907) и «К судьбе проекта духовно-судебной реформы в семидесятые годы» (1914).

### Профессиональная деятельность и советский период
С 29 сентября 1906 года Котович служил в Канцелярии обер-прокурора Святейшего Синода. С 20 марта 1909 года по 16 мая 1910 года он работал помощником делопроизводителя в Законодательном департаменте Государственной думы Российской империи. В этот период он был действительным членом Религиозно-философского общества в Санкт-Петербурге (с 1914 года) и Западно-русского общества, основанного в 1911 году для укрепления русской культуры и православия в западных регионах России. Котович поддерживал идеологию западнорусизма, направленную на сохранение русского национального самосознания в западных губерниях Российской империи, следуя традициям своего отца и дяди, виленского протоиерея Иоанна Котовича, и разделял консервативные, возможно монархические, политические взгляды. После Октябрьской революции, с 1926 года, он стал старшим архивариусом Ленинградского губернского (позднее областного) архива и членом-секретарём поверочной комиссии Ленинградского губернского архивного бюро. В этот период он также занимался исследованием истории общественных движений в дореволюционной России, в частности истории декабристов. В конце 1930-х годов Котович работал старшим научным сотрудником Института языка и мышления имени Н. Я. Марра Академии наук СССР, участвуя в создании Древнерусского словаря под руководством Бориса Александровича Ларина.
22 декабря 1933 года Котович был арестован в Ленинграде по делу «евлогиевцев». Это дело охватило 171 человека, из них 157 были арестованы, а 14 получили подписку о невыезде. Его обвинили в шпионаже в пользу Польши, связывая это с польской фамилией, проживанием отца и брата в Польше, а также деятельностью двоюродного брата Николая Котовича, известного русского монархиста в Польше. ОГПУ считало, что «евлогиевцы» после разрыва митрополита Евлогия (Георгиевского) с митрополитом Сергием (Страгородским) в 1932—1933 годах стремились свергнуть советскую власть и установить монархию при поддержке белой эмиграции и Англиканской церкви. Аресты длились с 22 декабря 1933 года по 26 января 1934 года. 25 февраля 1934 года Котович получил условный приговор к исправительно-трудовому лагерю. После этого он посетил Польшу, где в Крупчицах встретился с отцом, а в Пинске — с архиепископом Александром (Иноземцевым), и вернулся в Ленинград.

### Смерть
Алексей Никанорович Котович умер в феврале 1942 года во время блокады Ленинграда от голода и холода. Он был похоронен на Серафимовском кладбище. Его жена, Антонина Владимировна, скончалась в марте того же года.

## Семья
Алексей Никанорович Котович был женат на Антонине Владимировне Востоковой, дочери псковского протоиерея Владимира Ивановича Востокова. У них было трое детей: дочь Зинаида (род. 10 октября 1910 года), сыновья Валериан (род. ок. 1908 года) и Анатолий. Зинаида вышла замуж за Ивана Долгачева и родила двоих детей — Игоря и Наталью. Валериан, ставший геологом, умер в заключении от голода в 1941 году. Анатолий погиб на Ленинградском фронте в августе 1941 года.